# Lamtoana nakulabica
Lamtoana nakulabica är en insektsart som beskrevs av M. Firoz Ahmed 1979. Lamtoana nakulabica ingår i släktet Lamtoana och familjen dvärgstritar.
Artens utbredningsområde är Uganda. Inga underarter finns listade i Catalogue of Life.